# ゼリフィラ・トレグロワ
ゼリフィラ・トレグロワ（露: Зельфира Исмаиловна Трегулова, 英: Zelfira Tregulova, 1955年6月13日 - ）は、ロシアの美術史家、キュレーター。セルフィラ・トレグロヴァ、ゼリフィーラ・トレグーロワとも表記される。
旧ソビエト連邦、ラトビア・ソビエト社会主義共和国のリガに生まれる。1977年、モスクワ大学歴史学部美術史学科を卒業する。1981年、同大学の大学院を修了する。

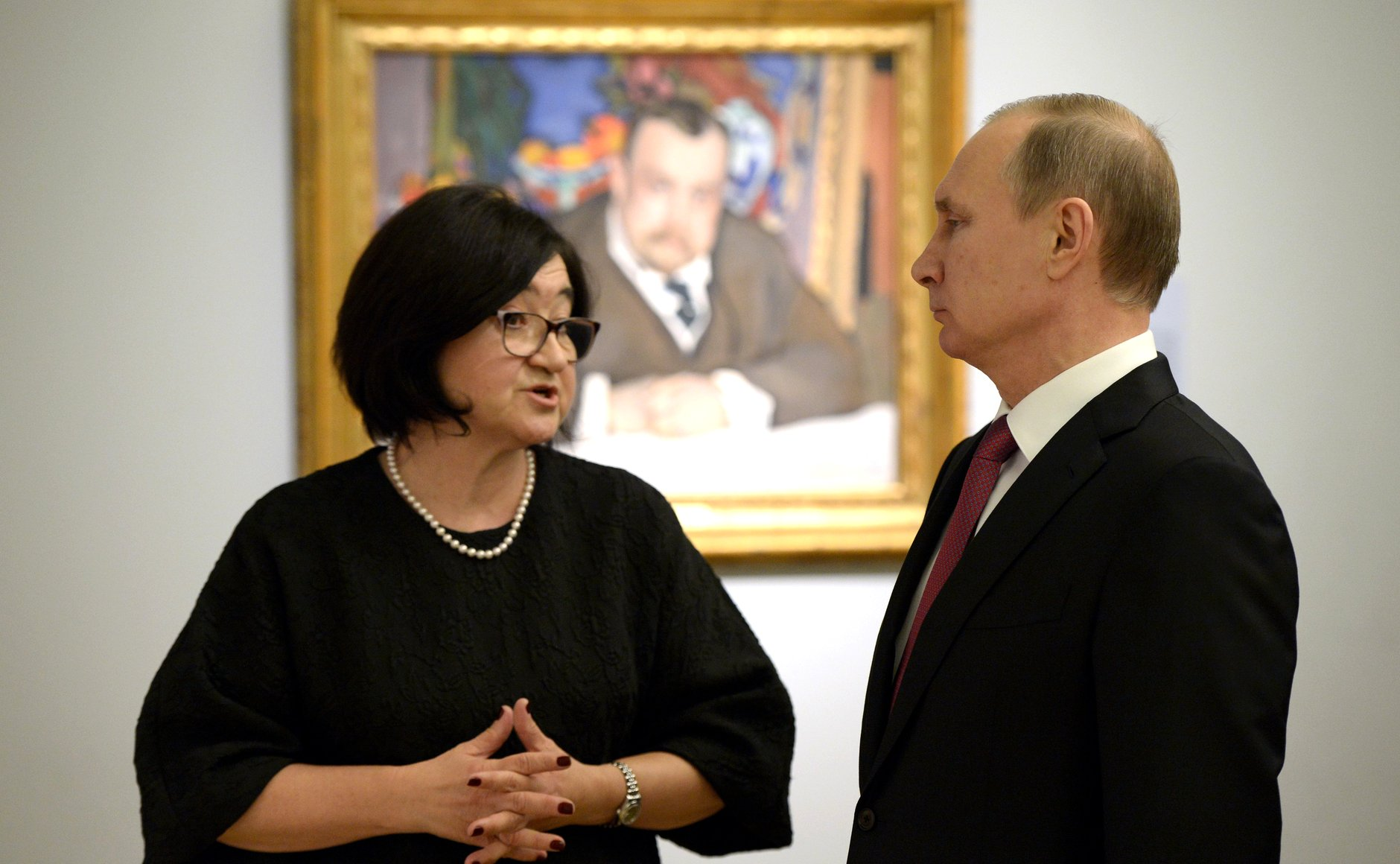
ウラジーミル・プーチンと

1993年から1994年まで、アメリカ、ニューヨークのソロモン・R・グッゲンハイム美術館でインターンシップを実施する。2002年から2013年まで、モスクワ・クレムリン美術館における展示会と国際交流の副部長を務める。
2013年から2015年まで、モスクワの国立美術・展示センター “ROSIZO” (ru:Государственный музейно-выставочный центр «РОСИЗО») で部長を務める。2015年2月10日、モスクワのトレチャコフ美術館の館長に就任する。
2017年3月、ザ・モスクワ・タイムズによる「20人の重要なロシア人女性」の1人に選ばれた。同月、ロシア・ビヨンドによる「ロシアで最も影響力があり成功している8人の女性」の1人に選ばれた。同月、国際交流基金を表敬訪問する。2018年、Francysk Skaryna 勲章 (en:Order of Francysk Skaryna) を受章する。